# Pedro Cachín
Pedro Cachín (Bell Ville, Córdoba; 12 de abril de 1995) es un tenista profesional argentino. Su mejor ranking fue el 48° logrado el 7 de agosto de 2023. 
Ganó un título ATP 250, superando a Albert Ramos en Gstaad y además seis ATP Challenger, precisamente en Sevilla, Oeiras, Praga, Madrid, Todi y Santo Domingo. Como doblista también se consagró en Sevilla y Tampere.  
En su carrera le ha ganado a jugadores top 100 como: Alejandro González (2014), Daniel Gimeno Traver, Pablo Carreño Busta (2015 y 2019), Denis Istomin (2018), Cameron Norrie, Dominic Thiem, Pablo Andújar, Roberto Carballés Baena, Richard Gasquet (2022), Francisco Cerúndolo (2023) y Frances Tiafoe (2023).

## Trayectoria
En septiembre de 2015 obtuvo el título individual del trofeo Challenger de Sevilla. En 2021 ganó el Challenger de Oeiras II venciendo en la final a Nuno Borges por 7-6(4) y 7-6(3). Ha participado varias veces en el US Open y el Campeonato de Wimbledon.

### 2022: Cuatro Challengers en cuatro meses
En 2022 venció a Dominic Thiem, que volvía a jugar luego de una lesión, en la primera ronda del Challenger de Marbella, donde llegó a la final, perdiendo contra Jaume Munar. A partir de allí comienza una racha donde obtiene los Challengers de Madrid y Praga 2, superando su mejor clasificación después de casi 7 años.
Disputa la fase de clasificación de Roland Garros 2022, venciendo a Sumit Nagal y Gian Marco Moroni en sets corridos, pero cae ante Pavel Kotov 3-6 y 2-6. Aun así, entra al cuadro principal del torneo como lucky loser, participando por primera vez en un Grand Slam. En primera ronda venció a Norbert Gombos por 6-1, 3-6, 6-2 y 6-3. En la siguiente ronda cayó ante Hugo Gaston en sets corridos.
En junio llega a la final del Challenger de Lyon 2022 cayendo ante Corentin Moutet por doble 4-6. Luego participa de la fase de clasificación de Wimbledon, llegando hasta la segunda ronda de la clasificación cayendo ante Dimitar Kuzmanov.
En julio gana el Challenger de Todi 2022 venciendo a su compatriota Nicolás Kicker e ingresa al Top 100 de la clasificación de la ATP por primera vez. La semana siguiente llegó a la final del Challenger de Verona cayendo contra Francesco Maestrelli.
El 21 de agosto gana otro título Challenger en Santo Domingo ante Marco Trungelliti.
Debuta en el cuadro principal del Abierto de Estados Unidos con un triunfo en 5 sets frente a Aljaz Bedene.  El 31 de agosto de 2022, derrota a Brandon Holt por 1-6, 2-6, 6-1, 7-6 (1) y 7-6 (6) y pasa a tercera ronda del US Open 2022.
Se trató de un año de ascenso y de adaptación en los grandes torneos para el cordobés: "Los últimos cuatro torneos que jugué en 2022 no supe gestionar el estar 60° del mundo y dar la talla. Pero me hizo entender que la etapa la pasé. No me veía con nivel aun habiendo hecho tercera ronda de US Open. Tenía el miedo de perder fácil en los cuatro. Una vez en la cancha las diferencias se achican. Con los mortales las diferencias se achican. Pero tenés que ser un diferente".

### 2023: Primer ATP 250 e ingreso al top 50°
En julio de 2023 jugó el Torneo de Gstaad, donde superó ampliamente en la primera ronda a Taro Daniel, en la siguiente ronda le ganó a Roberto Bautista por 7-6, 7-6, con dos tie-breaks consecutivos, en los cuartos a Jaume Munar por 6-3, 6-3, en las semifinales a Hamad Medjedovic (que venía de la qualy) por 6-3, 6-1. En la final se enfrentó al español Albert Ramos a quien superó por 3-6, 6-0 y 7-5. Esta consagración lo ubicó en el top 50 del ranking ATP.

### 2024: Buen desempeño y un año como top 100°
Cachín tuvo un destacado desempeño en el Masters de Madrid, venciendo en los 128.os a Sebastian Ofner por 6-3, 6-3. En 64.os superó al N.°20 en ese entonces, Frances Tiafoe, por 7-6, 3-6 y 6-4 y cayó ante Rafael Nadal por 6-1, 7-6 y 6-3, sin embargo, sus partidos en el torneo fueron destacados por su rendimiento según la crítica.

## Títulos ATP (1; 1+0)

### Individual (1)
| Leyenda                         |
| Grand Slam (0)                  |
| ATP World Tour Finals (0)       |
| Juegos Olímpicos (0)            |
| ATP World Tour Masters 1000 (0) |
| ATP World Tour 500 Series (0)   |
| ATP World Tour 250 Series (1)   |

| N.° | Fecha               | Torneo | Superficie    | Oponente en la final | Resultado     |
| --- | ------------------- | ------ | ------------- | -------------------- | ------------- |
| 1.  | 23 de julio de 2023 | Gstaad | Tierra batida | Albert Ramos         | 3-6, 6-0, 7-5 |

## Títulos ATP Challenger (8; 6+2)
| Leyenda                     | Individuales | Dobles |
| --------------------------- | ------------ | ------ |
| Grand Slam                  | 0            | 0      |
| ATP World Tour Finals       | 0            | 0      |
| ATP World Tour Masters 1000 | 0            | 0      |
| ATP World Tour 500          | 0            | 0      |
| ATP World Tour 250          | 0            | 0      |
| ATP Challenger Tour         | 6            | 2      |

### Individuales (6)
| Nr. | Fecha                    | Torneo                      | Superficie    | Oponente en la final | Resultado     |
| 1.  | 12 de septiembre de 2015 | Challenger de Sevilla       | Tierra batida | Pablo Carreño        | 7-5, 6-3      |
| 2   | 11 de abril de 2021      | Challenger de Oeiras-2      | Tierra batida | Nuno Borges          | 7-6, 7-6      |
| 3.  | 17 de abril de 2022      | Challenger de Madrid        | Tierra batida | Marco Trungelliti    | 6-3, 6-7, 6-3 |
| 4.  | 8 de mayo de 2022        | Challenger de Praga-2       | Tierra batida | Lorenzo Giustino     | 6-3, 7-6(4)   |
| 5.  | 10 de julio de 2022      | Challenger de Todi          | Tierra batida | Nicolás Kicker       | 6-4, 6-4      |
| 6.  | 21 de agosto de 2022     | Challenger de Santo Domingo | Tierra batida | Marco Trungelliti    | 6-4, 2-6, 6-3 |

### Dobles (2)
| N.° | Fecha                   | Torneo                | Superficie    | Pareja          | Oponentes en la final                       | Resultado           |
| --- | ----------------------- | --------------------- | ------------- | --------------- | ------------------------------------------- | ------------------- |
| 1.  | 8 de septiembre de 2017 | Challenger de Sevilla | Tierra batida | Iñigo Cervantes | Ivan Gájov David Vega Hernández             | 6-7(5), 6-3, [10-5] |
| 2.  | 24 de julio de 2021     | Challenger de Tampere | Tierra batida | Facundo Mena    | Orlando Luz Felipe Meligeni Rodrigues Alves | 7-5, 6-3            |